# Dlouhé stráně
Dlouhé stráně (německy Lange Leiten, nebo Lange Leit Heide) jsou s výškou 1354 m nejvyšší hora Desenské hornatiny, okrsku pohoří Hrubý Jeseník. Vrchol se nachází 4 km jihovýchodně od Koutů nad Desnou a 5,5 km západně od svého mateřského vrcholu Pradědu.

## Přečerpávací elektrárna
Na vrcholu se nachází horní nádrž přečerpávací vodní elektrárny Dlouhé stráně společnosti ČEZ. Jedná se o nejvýkonnější vodní elektrárnu v Česku – její instalovaný výkon je 2 × 325 MW realizovaný pomocí dvou reverzních Francisových turbín.

## Přístup
Vrchol Dlouhých strání je přístupný buď po silničce od dolní nádrže přečerpávací elektrárny nebo po červeně značené cestě z Koutů nad Desnou, která se dá výrazně zkrátit použitím lanovky na Medvědí horu, od které je vrchol vzdálen necelé 3 km.

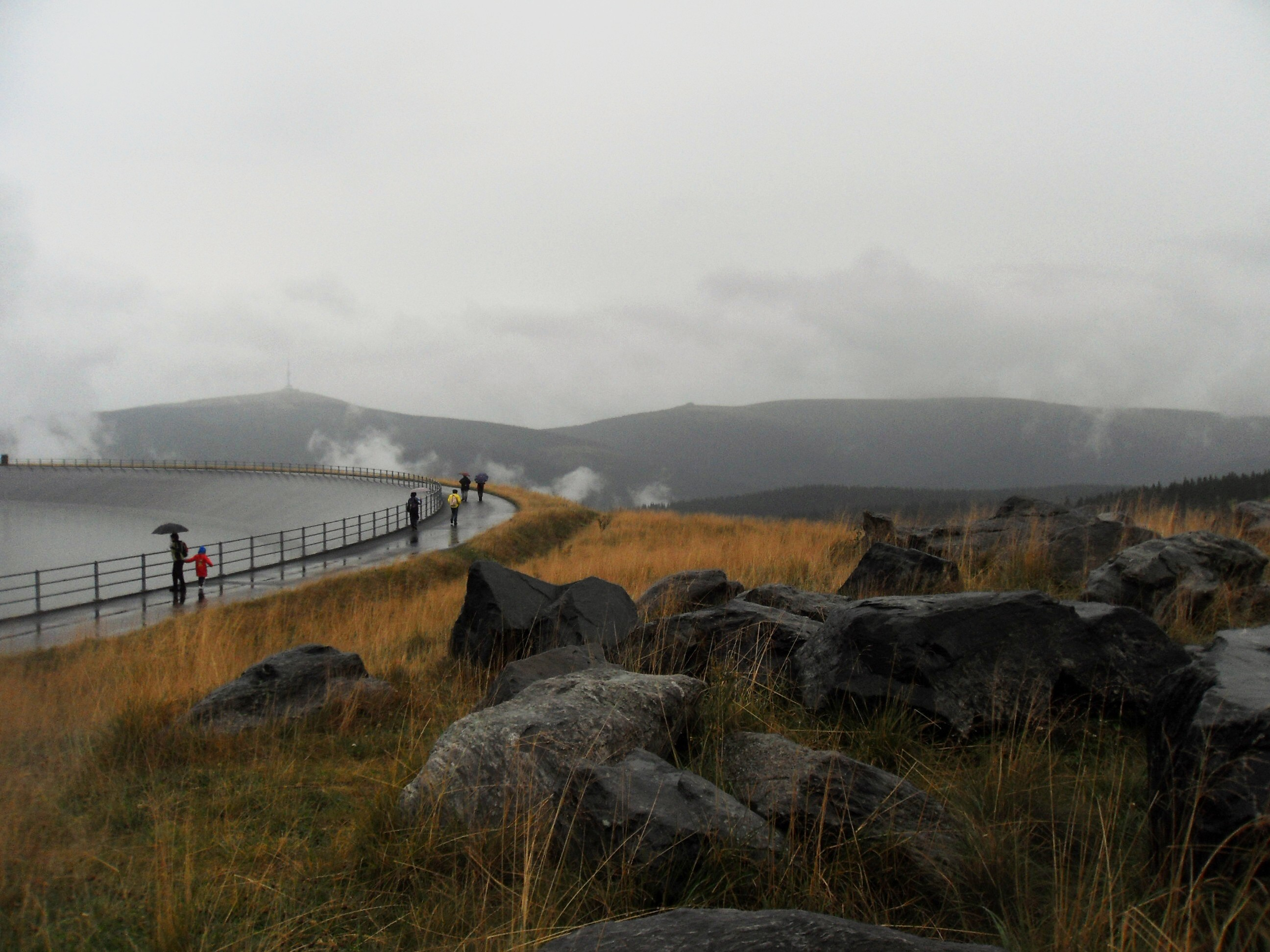
Vrchol Dlouhých strání s hrází horní nádrže a s Pradědem v pozadí